# 陳振康 (1964年)
陳振康（1964年—），男，香港金融人物、作家，曾任4間上市公司高層，包括宏安集團（01222）及位元堂藥業（00897）、易易壹金融集團（當時代碼：00221，後已私有化）及中國農產品交易（00149）， 2010年由天窗出版社出版勵志書《上流力：CEO的脫宅成才方程式》。香港理工大學會計系畢業。

## 生平
陈振康出生在紅磡一家庭，有幾位兄弟姊妹，因高考成績不理想而進入香港理工大學（當時是理工學院）會計系就讀，畢業後進入一家八大以外的會計師事務所，後來靠努力成功轉至四大之一的安永會計師事務所。
1993年，因為華建控股上市的關係，擔任該公司的財務總監，之後亦兼任上海集優（2345）及多家公司如民銀資本（1141，前雄豐國際、保興發展、北京御生堂）、耀榮明泰（72，已除牌），以及位元堂（897，前得利）的董事總經理及易易壹金融集團（221，前利來控股和PNG資源，已私有化）及中國農產品（149，前港澳發展、寶榮坤、中國數碼港、中國置地、珀麗酒店、中國高速）的主席丶康健國際執行董事。